# Статистика домашнего насилия в России
Статистика домашнего насилия в России (статистика семейно-бытового насилия в России) — важный элемент общественной дискуссии вокруг законопроекта «О профилактике семейно-бытового насилия в Российской Федерации».
Публикуемые данные, касающиеся статистики убийств в семейно-бытовых конфликтах, чрезвычайно разнородны и слабо согласуются друг с другом.

## Убийства в семейно-бытовых конфликтах
В период 2015—2020 годов, согласно данным МВД России, на семейно-бытовую сферу приходилось 4,9—9,2% от общего числа убийств несовершеннолетних (в абсолютных цифрах — от 22 до 39 человек) и 8,9—12,5% от общего числа убийств женщин (в абсолютных цифрах — от 243 до 352 человек), однако позднее,  в 2021 и 2022 годах, число семейно-бытовых убийств, жертвами которых стали женщины, выросло из-за поменявшейся методики учёта. 
В то же самое время в российских СМИ и других источниках присутствует принципиально иная оценка числа женщин, убитых в семейно-бытовых конфликтах: 14 000 или сходные цифры.

### Данные МВД за 2015—2022 годы
Статистика за 2015—2022 годы по числу погибших в семейно-бытовых конфликтах, отражённая, со ссылкой на данные МВД, в различных источниках, представлена в таблице справа.
В частности, в 2019 году в семейно-бытовой сфере погибло 472 мужчины и 243 женщины; общее число убийств в этой сфере составило 715, или 13% среди всех предварительно расследованных убийств (их число составило 5 461).
За шесть лет, с 2015 по 2020 год, среднее ежегодное число убитых в семье составило 562 мужчины и примерно 286 женщин. Указанный промежуток характеризовался снижением числа убийств в семейно-бытовой сфере: общее число таких убийств снизилось на 35,7%, число убитых мужчин — на 46,3%. Число убитых женщин за эти шесть лет снизилось в меньшей мере — на 9,2%, причём динамика была нестабильной: в 2016 году число убитых женщин выросло в сравнении с предыдущим годом.
Начиная с 2021 года в статистику преступлений, совершаемых на семейно-бытовой почве, стали включать преступления, совершаемые сожителями. Такие преступления многие криминологи долгое время относят к домашнему насилию, поэтому изменение статистического учета можно охарактеризовать как «следование криминологическим потребностям». Следствием, однако, стало то, что статистика убийств на семейно-бытовой почве существенно возросла: с 682 человек в 2020 году до 1049 в 2021 году — но сопоставление этих цифр затруднено из-за поменявшейся методики учёта.

### Данные о ежегодной гибели 14000 женщин
В то же время широко распространилось представление о том, что в России от домашнего насилия ежегодно умирает 14 000 женщин при незначительном различии формулировок: согласно разным их вариантам, женщины гибнут от рук своих мужей, «от рук мужей или других близких», «от рук своих мужей или родственников». Эта цифра (14 000 человек ежегодно) и близкие к ней присутствуют в большом числе публикаций (см. таблицу, информация не исчерпывающая).
Противники законопроекта о домашнем насилии характеризуют подобные данные формулировкой «беспрецедентная ложь».
Не столь жёстко выразился Валерий Фадеев, глава Совета по правам человека при Президенте:

Теоретически борьба с домашним насилием – это правильно. Но когда я иногда слышу в СМИ от сторонников этого закона, что мужья убивают в семье 14 тысяч женщин, а оказывается, что 14 тысяч – это больше, чем общее число убийств в России, я начинаю сомневаться в правдивости этих аргументов.

#### Происхождение цифры
Марина Писклакова-Паркер, директор центра «АННА», объяснила, что 14 000 ежегодных жертв («статистика по убийствам женщин в семье и близкими, на которую многие ссылаются») — цифра, опубликованная в 1995 году в докладе Российской Федерации, который был представлен в Комитет ООН о выполнении Конвенции по ликвидации всех форм дискриминации в отношении женщин. Писклакова-Паркер считает, что в 1993 году эта цифра соответствовала действительности.
Александр Коваленин, противник закона о домашнем насилии, согласился с Писклаковой-Паркер в том, что 14 000 — цифра за 1993 год, но посчитал её изначально неверной: 

Это цифра 1993 года, оценка общего количества умышленных убийств женщин (не только в семье), вставленная кем-то из Минтруда в доклад России перед комитетом ООН по ликвидации дискриминации женщин.
Этот показатель, по словам Коваленина, был вновь использован в 1999 году, в пятом докладе, и на протяжении 20−25 лет воспроизводился без перепроверки.

## Тяжкие и особо тяжкие преступления в семейно-бытовой сфере
Статистику тяжких и особо тяжких преступлений, совершаемых в семейно-бытовых отношениях, обнародовало информационное агентство Regnum, используя данные, полученные в ответ на запрос, отправленный членом Совета Федерации О. Л. Тимофеевой министру внутренних дел.
Согласно этим данным, в период 2016—2018 годов ежегодное число тяжких и особо тяжких преступлений в сфере семейно-бытовых отношений не превышало 4 000, при этом наблюдалась тенденция к снижению. Эта статистика охватывает не только убийства, но и другие тяжкие и особо тяжкие преступления, совершаемые как против мужчин, так и против женщин.
Для сравнения можно указать, что общее число тяжких и особо тяжких преступлений, совершённых в России в 2018 году, приближалось к 450 тысячам.

## Насильственные преступления в семейно-бытовой сфере
По данным Росстата, число потерпевших от преступлений, сопряжённых с насильственными действиями в отношении члена семьи, в 2017 году составило (в разбивке по полу) 25,7 тысяч женщин и 10,4 тысяч мужчин. Более подробные данные, представленные на сайте Росстата со ссылкой на МВД, приведены в таблице.
При рассмотрении данных по насильственным преступлениям против членов семьи заметно, что до начала 2017 года число потерпевших росло, однако в 2017 году оно неожиданно снизилось — до 36 тысяч (годом ранее оно составило 65,5 тысяч). Снижение имело место после частичной декриминализации побоев Государственной думой в январе 2017 года, после которой физическое воздействие без тяжёлых последствий в ходе семейных конфликтов стало административным правонарушением в тех случаях, когда это не рецидив.
Число зарегистрированных преступлений, связанных с насилием на семейно-бытовой почве, в 2015—2018 годах сокращалось и по России в целом, и по отдельным федеральным округам, за исключением Южного и Дальневосточного.

## Комментарии
1. ↑  Расчётная величина: 601 = 1049 - 448.
2. ↑  Расчётная величина: 570 = 1017 - 447.